# Šaban Bajramović

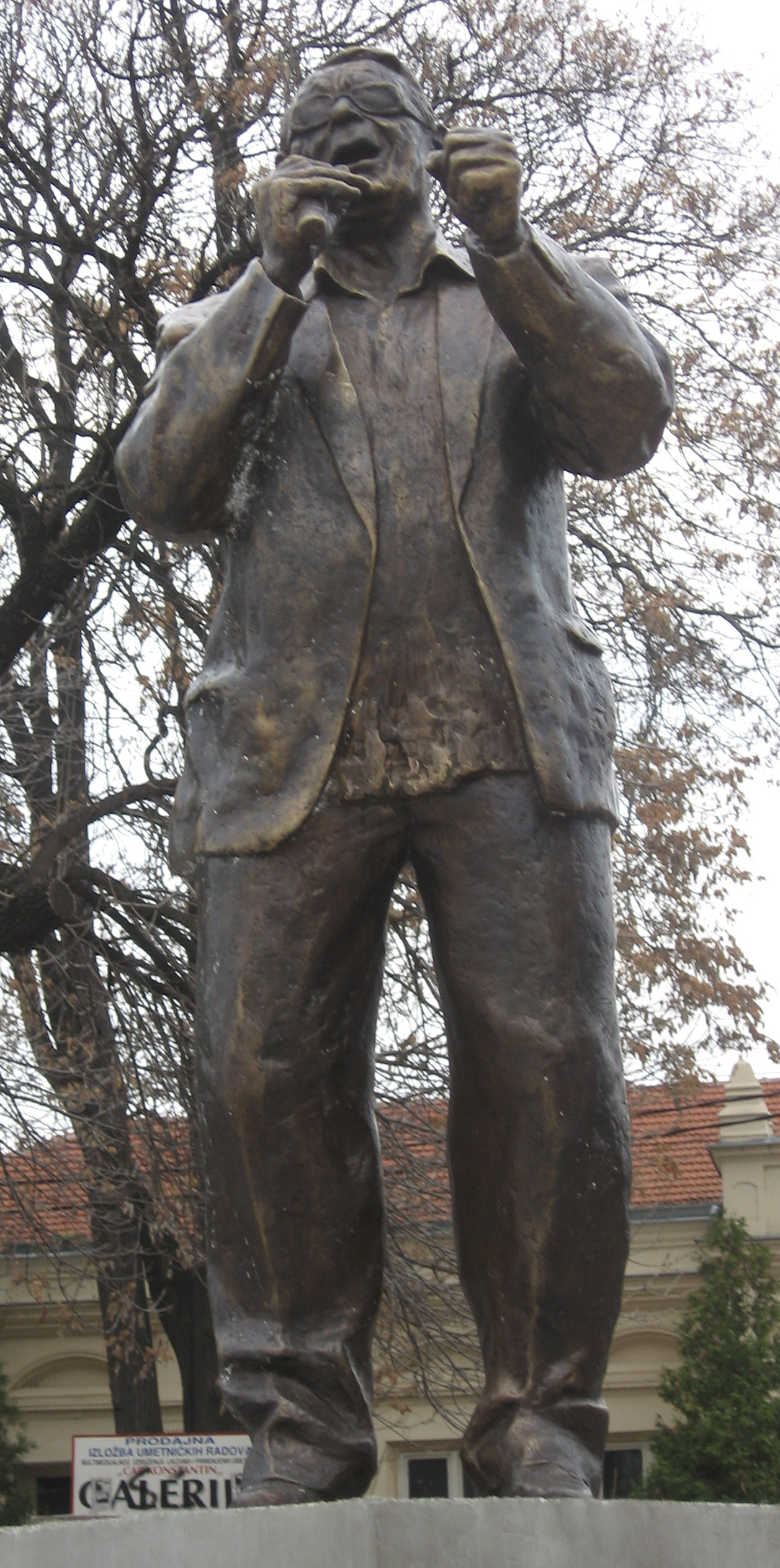
Šaban-Bajramović-Statue vom Bildhauer Vlado Ašanin

Šaban Bajramović (serbisch-kyrillisch Шабан Бајрамовић; * 16. April 1936 in Niš; † 8. Juni 2008 ebenda) war ein jugoslawischer bzw. serbischer Sänger, der oftmals als „König der Roma-Musik“ bezeichnet wird.

## Leben
Als junger Soldat desertierte Bajramović der Liebe wegen von der Jugoslawischen Volksarmee, was ihm eine dreijährige Haftstrafe einbrachte. Während seines Aufenthaltes im Gefängnis Goli otok gründete er (das Musizieren erlernte er autodidaktisch auf der Straße) ein erfolgreiches Gefängnisorchester. Nach Verbüßung seiner Haftstrafe nahm Bajramović 1964 seine erste Schallplatte auf, gefolgt von über 20 weiteren Tonträgern.
Neben der Musik war Šaban Bajramović auch des Öfteren in Filmen zu sehen, wie beispielsweise in Der Schutzengel (1987) von Goran Paskaljević und in Ciganska magija (1997) von Stole Popov. Außerdem war er entscheidend am Soundtrack für „Schwarze Katze, weißer Kater“ beteiligt.
Er verstarb am 8. Juni 2008 im kardiologischen Zentrum in Niš. Im Jahr 2009 wurde eine Straße in seiner Heimatstadt nach ihm benannt, wogegen es teilweise von Ausschreitungen begleitete Proteste gab. Am 12. August 2010 wurde aufgrund einer Initiative von Ivan Blagojević, dem Direktor des Nišville Jazz Festivals, ein Denkmal in Niš am Ufer des Flusses Nišava eingeweiht. Es handelt sich um eine Statue, welche das Werk des Bildhauers Vlado Ašanin ist. Da keine öffentlichen Gelder zur Verfügung standen, beteiligten sich der Musiker Goran Bregović und der Schauspieler und Regisseur Ljubiša Samardžić sowie der Nišer Bürgermeister Miloš Simonović, welcher auf ein Monatsgehalt verzichtete, an der Finanzierung des Denkmales.

## Diskografie
- Mostar Sevdah Reunion presents Šaban Bajramović: „A Gypsy legend“ (2001)
- Šaban Bajramović und Dobrovoljno Kovacko Drustvo: „Romano Raj“ (hammer production, Belgrad 2006)
- Mostar Sevdah Reunion: „Šaban“ (Snail Records 2006)